# Camponotus manni
Camponotus manni är en myrart som beskrevs av Wheeler 1934. Camponotus manni ingår i släktet hästmyror, och familjen myror.

## Underarter
Arten delas in i följande underarter:
- C. m. manni
- C. m. umbratilis